# Lenoxus apicalis
Lenoxus apicalis és una espècie de mamífer rosegador de la família dels cricètids. Viu a altituds d'entre 1.100 i 2.500 msnm a Bolívia i el Perú. El seu hàbitat natural són els boscos primaris i secundaris. És una espècie en risc mínim, és a dir, no sembla que hi hagi cap amenaça significativa per a la seva supervivència. El seu nom específic, apicalis, significa ‘apical’ en llatí.